# Кубок Короля Фахда 1995
Кубок Короля Фахда 1995 (англ. 1995 King Fahd Cup) — другий Кубок конфедерацій, який пройшов з 6 по 13 січня 1995 року в Саудівській Аравії. Цей кубок став єдиним, в якому не було півфіналів і брало участь лише 6 збірних.

## Учасники

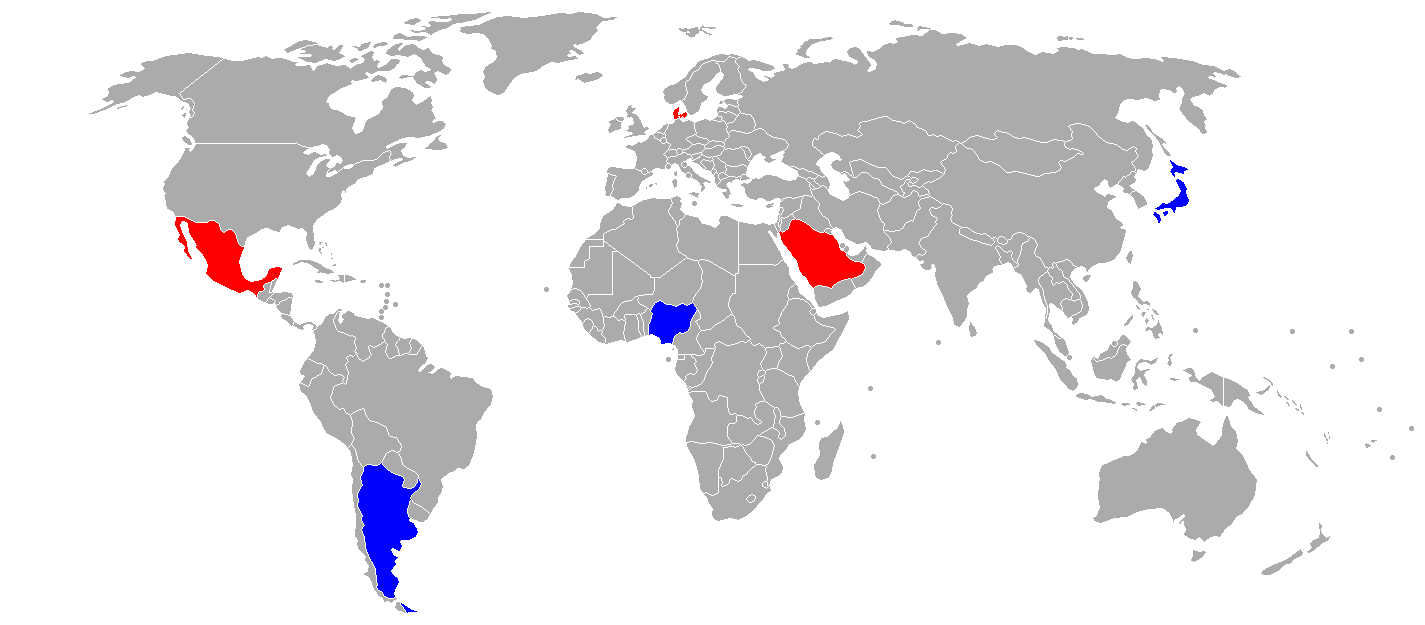
Країни-учасники турніру

В турнірі брали участь тогочасні чемпіони п'яти конфедерацій — АФК, КАФ, УЄФА, КОНКАКАФ, та КОНМЕБОЛ, а також господарі турніру. 
| Збірна            | Конфедерація | Кваліфікована як               | Потраплянь | Дата кваліфікації |
| ----------------- | ------------ | ------------------------------ | ---------- | ----------------- |
| Саудівська Аравія | АФК          | Господар                       | 2          | 1992              |
| Данія             | УЄФА         | Переможець Євро-1992           | 1          | 26 червня 1992    |
| Японія            | АФК          | Переможець Кубка Азії 1992     | 1          | 8 листопада 1992  |
| Аргентина         | КОНМЕБОЛ     | Переможець Копа Америка 1993   | 2          | 4 липня 1993      |
| Мексика           | КОНКАКАФ     | Переможець Золотого кубку 1993 | 1          | 25 липня 1993     |
| Нігерія           | КАФ          | Переможець КАН-1994            | 1          | 10 квітня 1994    |

## Стадіон
Всі матчі були зіграні на:
| Ер-Ріяд                                |
| -------------------------------------- |
| Міжнародний стадіон імені Короля Фахда |
| Місткість: 67,000                      |
|                                        |

## Арбітри
Список арбітрів, що обслуговували Кубок Короля Фахда 1995:
КАФ
- Лім Кі Чон (Маврикій)

АФК
- Алі Буджсаїм (ОАЕ)

КОНКАКАФ
- Родріго Баділла (Коста-Рика)

КОНМЕБОЛ
- Сальвадор Імператоре Марконе (Чилі)

УЄФА
- Іон Крачунеску (Румунія)

## Турнір

### Груповий раунд

#### Група A
| Збірна            | І | В | Н | П | ГЗ | ГП | РГ | О |
| ----------------- | - | - | - | - | -- | -- | -- | - |
| Данія             | 2 | 1 | 1 | 0 | 3  | 1  | +2 | 4 |
| Мексика           | 2 | 1 | 1 | 0 | 3  | 1  | +2 | 4 |
| Саудівська Аравія | 2 | 0 | 0 | 2 | 0  | 4  | −4 | 0 |

| 6 січня 1995 18:15 AST |

| Саудівська Аравія | 0 – 2 | Мексика              |
| ----------------- | ----- | -------------------- |
|                   | Звіт  | Луїс Гарсія 65', 82' |

| Міжнародний стадіон імені Короля Фахда, Ер-Ріяд Глядачів: 25,000 Арбітр: Сальвадор Імператоре (Чилі) |

| 8 січня 1995 00:00 AST |

| Саудівська Аравія | 0 – 2 | Данія                       |
| ----------------- | ----- | --------------------------- |
|                   | Звіт  | Б. Лаудруп 43' Вігхорст 90' |

| Міжнародний стадіон імені Короля Фахда, Ер-Ріяд Глядачів: 10,000 Арбітр: Лім Кі Чонг (Маврикій) |

| 10 січня 1995 00:00 AST |

| Мексика         | 1 – 1 (ОТ) | Данія            |
| --------------- | ---------- | ---------------- |
| Луїс Гарсія 25' | Звіт       | П. Расмуссен 48' |

| Міжнародний стадіон імені Короля Фахда, Ер-Ріяд Глядачів: 20,000 Арбітр: Сальвадор Імператоре (Чилі) |

|                                           |       | Пенальті                             |  |
| Суарес · Бернал · Дель Олмо · Луїс Гарсія | 2 – 4 | Шйонберг · M. Лаудруп · Хьог · Ріпер |  |

#### Група B
| Збірна    | І | В | Н | П | ГЗ | ГП | РГ | О |
| --------- | - | - | - | - | -- | -- | -- | - |
| Аргентина | 2 | 1 | 1 | 0 | 5  | 1  | +4 | 4 |
| Нігерія   | 2 | 1 | 1 | 0 | 3  | 0  | +3 | 4 |
| Японія    | 2 | 0 | 0 | 2 | 1  | 8  | −7 | 0 |

| 6 січня 1995 01:00 AST |

| Японія | 0 – 3 | Нігерія                             |
| ------ | ----- | ----------------------------------- |
|        | Звіт  | Амунеке 4' Адеподжу 55' Амокачі 65' |

| Міжнародний стадіон імені Короля Фахда, Ер-Ріяд Глядачів: 25,000 Арбітр: Іон Кракіунеску (Румунія) |

| 8 січня 1995 20:00 AST |

| Японія    | 1 – 5 | Аргентина                                                  |
| --------- | ----- | ---------------------------------------------------------- |
| Міура 57' | Звіт  | Рамберт 31' Ортега 45' Батістута 47', 86' (пен.) Шамот 54' |

| Міжнародний стадіон імені Короля Фахда, Ер-Ріяд Глядачів: 10,000 Арбітр: Родріго Баділла (Коста-Рика) |

| 10 січня 1995 01:00 AST |

| Нігерія | 0 – 0 | Аргентина |
| ------- | ----- | --------- |
|         | Звіт  |           |

| Міжнародний стадіон імені Короля Фахда, Ер-Ріяд Глядачів: 20,000 Арбітр: Алі Буджсаїм (ОАЕ) |

### Матч за 3 місце
| 13 січня 1995 18:00 AST |

| Мексика     | 1 – 1 (ОТ) | Нігерія     |
| ----------- | ---------- | ----------- |
| Рамірес 20' | Звіт       | Амокачі 31' |

| Міжнародний стадіон імені Короля Фахда, Ер-Ріяд Глядачів: 20,000 Арбітр: Іон Кракіунеску (Румунія) |

|                                                           |       | Пенальті                                     |  |
| Гарсія Аспе · Луїс Гарсія · Галіндо · Ермосільйо · Суарес | 5 – 4 | Окоча · Адеподжу · Егуавон · Іроха · Амунеке |  |

### Фінал
| 13 січня 1995 20:15 AST |

| Данія                          | 2 – 0 | Аргентина |
| ------------------------------ | ----- | --------- |
| M. Лаудруп 8' П. Расмуссен 75' | Звіт  |           |

| Міжнародний стадіон імені Короля Фахда, Ер-Ріяд Глядачів: 35,000 Арбітр: Алі Буджсаїм (ОАЕ) |

| Кубок Короля Фахда 1995 |
| ----------------------- |
| Данія · Перший титул    |

## Бомбардири
| 3 м'яча - Луїс Гарсія Постіго 2 м'яча - Габріель Батістута - Петер Расмуссен - Деніел Амокачі | 1 м'яч - Хосе Чамот - Аріель Ортега - Себастьян Рамберт - Браян Лаудруп - Мікаель Лаудруп | 1 м'яч (ппродовження) - Мортен Вігхорст - Кадзуйосі Міура - Рамон Рамірес - Мутіу Адеподжу - Еммануель Амунеке |